# Aleurotrachelus atratus
Aleurotrachelus atratus là một loài côn trùng cánh nửa trong họ Aleyrodidae, phân họ Aleyrodinae.
Aleurotrachelus atratus được Hempel miêu tả khoa học đầu tiên năm 1922.